# Campodorus yakutator
Campodorus yakutator là một loài tò vò trong họ Ichneumonidae.